# Броккен, Ян
Ян Броккен (нидерл. Jan Brokken; род. 10 июня 1949 года, Лейден) — нидерландский писатель. Лауреат ряда литературных премий.

## Биография
Броккен родился 10 июня 1949 в Лейдене в родильном доме Дьяконессенхэус (Diaconessenhuis) вскоре после возвращения его родителей из Голландской Ост-Индии. Его отец, теолог, на островах Сулавеси и Селаяр занимался научными исследованиями исламских течений. «Любопытство по отношению к другим культурам и образу жизни у меня, несомненно, от отца, — сказал Броккен в интервью, — а жажда путешествий и необходимость изложения впечатлений на бумаге от матери». Как специалисту по исламу, отцу Броккена было сложно найти работу в Нидерландах в пятидесятые годы. И он стал священником нидерландской реформатской церкви.
Большую часть своего детства Броккен провел в Южно-Голландской деревне Роон, ставшей местом действия его романов «Провинция» («De provincie»), «Мое маленькое безумие» («Mijn kleine waanzin») и «Возмездие» («De Vergelding»). Старшую школу он окончил в Роттердаме, обучался в Школе Журналистики в Утрехте и в Институте политических исследований университета Бордо во Франции.
Ян был младшим из трех детей. Оба его брата родились в Макасаре: «Будучи сыном священника, я был чужаком в деревне. И дома тоже. Я единственный не застал войны, единственный не был в лагере и единственный не знал, как жалит тропическое солнце».
В 1973 Броккен начал работать в газете «Trouw». Три года спустя он перешел в еженедельник «Haagse Post». Для газеты «Trouw» он писал репортажи, а для «Haagse Post» брал интервью и писал короткие заметки, которые впоследствии были опубликованы в сборниках «Полная литературная жизнь» («Het volle literaire leven») (1979), «Искусство писать» («Schrijven») (1980), «С музыкантами» («Met musici») (1987) и «Зеркала» («Spiegels») (1993).
В Бордо Броккен женился на Мари-Клод Амоник, которая к 1972 закончила обучение в университете по специальности французская средневековая литература. Франция стала второй родиной для Броккена: там он писал репортажи и брал интервью, которые издательство «Атлас» в 2004 объединило в сборник «Какой была Франция» («Zoals Frankrijk was»).
В 1984 Броккен дебютировал с романом «Провинция» («De provincie»). В «Страшном суде» («Het laatste oordeel») отец вместе с сыном выбирает книги, которые возьмет с собой в дом престарелых. Из них в итоге складывается портрет героя: каждая книга рассказывает историю из его жизни. Йоост Звагерман включил это произведение в вышедшую в 2004 антологию лучших коротких рассказов нидерландской литературы.
В 1988 Броккен получил премию Люси и Корнелиса ван дер Хогтов за сборник рассказов «Море из прошлого» («De zee van vroeger»). Двумя годами ранее он ушел из журналистики:

Моя первая книга, биография Маты Хари, правда, скрывающаяся за легендой, была написана отрывками между короткими статьями для газеты. Это произошло в 1975, за год до того, как я стал редактором «Haagse Post», и сыграло важную роль на собеседовании. В конце оставалось ещё три кандидата; меня выбрали, потому что я написал книгу, — лучшее доказательство того, что я смогу работать с большими форматами. Так что не журналистика привела меня в литературу, а наоборот.

Для рассказов из сборника «Море из прошлого» («De zee van vroeger») Броккен выбрал такие места, как Индонезия, Китай и Россия. Это было началом беспокойного существования. Он путешествовал шесть продолжительных лет по Западной Африке и писал романы и рассказы, действие которых происходит в Буркина-Фасо, Кот-д’Ивуаре и Габоне: «Заза и президент» («Zaza en de president»), «Убийца Уагадугу» («De moordenaar van Ouagadougou»), «Дождевая птица» («De regenvogel») и «Еще одна ночь» («Nog een nacht»).
В 1992 Броккен переехал на Карибы. Он опубликовал «Добрый вечер, миссис Рис» («Goedenavond, mrs. Rhys») о молодости рождённой на Доминике писательницы Джин Рис, сборник «Вулканы с моря» («Vulkanen vanaf zee») с рассказами, действие которых происходит в Гваделупе, Мартинике и Кюрасао, большой морской роман «Слепые пассажиры» («De blinde passagiers») и роман «Печальный чемпион» («De droevige kampioen»). Частые поездки в Южную Америку Броккен описал в романах «Джунгли Руди» («Jungle Rudy») и «Почувствуй» («Voel maar»).

## Награды и премии
- 1988 — премия Люси и Корнелиса ван дер Хогтов[нидерл.]
- 2004 — премия ICODO (ICODO-prijs)[нидерл.].
- 2016 — премия имени Джузеппе Ачерби[итал.], за роман «В доме пианиста» (Nella casa del pianista).
- 2019 — Анциферовская премия (номинация «Лучшие книги о Санкт-Петербурге зарубежного автора») за путеводитель «De gloed van Sint-Petersburg» (Сияние Санкт-Петербурга) (2016)[1].